# TAC (JA)
TAC（タック、英称：Team for Agricultural Coordination）は、JAグループの「地域農業の担い手に出向くJA担当者」の名称。

## 概要
地域農業の中核となる農業経営体および新規就農者のJAグループ総合窓口として設置された担当者の名称。Ｈ24年4月現在、JAとJA全農が連携して、1,600名のメンバーが活動している。農業経営者の意見・要望に対応すると同時にJAグループに内在する問題や傾向を分析し、事業の改善を図ることを目的としている。また、全国のTACがツイッターやブログなどを使用し、地域の農業情報を発信やTAC交流会（パワーアップ大会等）が開催され、人材育成とグループ内での情報の共有化が行われている。

## 活動表彰
TACパワーアップ大会にて、各JAのTAC活動実績に基づき、以下の表彰がされている。
- JA表彰:担い手への提案内容とその成果が優れたJA　又は、TACの活動を通じてJAの事業効果が上がったJA[1]

　　※JA表彰組合のなかからとくに優れたJAは、JA全農会長賞を受賞する。
JA全農会長賞受賞JA一覧
| 年度   | JA名         | 県   |
| ------ | ------------ | ---- |
| 2011年 | JAとぴあ浜松 | 静岡 |
| 2012年 | JA島原雲仙   | 長崎 |
| 2013年 | JAきみつ     | 千葉 |

- TAC表彰:担い手への提案内容が新規性、創造性、汎用性があり、優れた成果を挙げたTAC[1]
- TAC新人表彰:TAC経験年数が１年未満で担い手の意見・要望を積極的に収集し、担い手に優れた提案を行なったTAC[1]